# Valentín Solís
Valentín Jesús Solís Cabezas (Coyhaique, 24 de noviembre de 1959) es un contador y político chileno. Ejerció como diputado por el distrito N.°59.

## Biografía
Nació en Coyhaique, el 24 de noviembre de 1959. Casado con Georgette Olave, con quien tiene dos hijas.
Realizó sus estudios básicos en el Colegio Mater Dei de Coyhaique y los secundarios en el Liceo San Felipe Benicio de Coyhaique. Posteriormente ingresó a la sede Chillán de la Universidad de Chile (UCH), donde se tituló como contador público.
En el ámbito laboral, ejerció como contador en la ENAP entre 1985 y 1989. Ese mismo año ingresó a ocupar el mismo cargo en la Sociedad Distribuidora Austral Gas S.A. hasta 1990, también participó como socio fundador en la Asociación Gremial Agrícola y Ganadera "Río Emperador Guillermo".

## Vida política
Inició sus actividades políticas como militante de la Unión de Centro Centro (UCC), pero el 20 de diciembre de 1993, tras ser electo como parlamentario renunció a su militancia, ejerciendo durante toda la legislatura (1994-1998) como independiente.
Fue elegido como diputado por el distrito N.° 59, representando a la Región de Aysén del General Carlos Ibáñez del Campo para el XLIX periodo legislativo, donde fue integrante de la comisión permanente de Recursos Naturales, Bienes Nacionales y Medio Ambiente; Economía, Fomento y Desarrollo; Educación, Cultura, Deportes y Recreación.
El 30 de octubre de 1996, fue solicitado su desafuero, por parte del juez del 3°Juzgado del Crimen de Valparaíso, don Roberto Contreras, por aparecer vinculado al proceso por tráfico y consumo de drogas en el Congreso; sin embargo, la petición de desafuero fue rechazada por unanimidad por el pleno de la Corte de Apelaciones de Valparaíso.
En 2017 se presentó como candidato al consejo regional de Aysén por la provincia de Coihaique como parte de la lista de Renovación Nacional, pero no resultó electo. Si bien en marzo de 2018 fue designado por el segundo gobierno de Sebastián Piñera como seremi de minería de la Región de Aysén, finalmente no pudo asumir debido a que no poseía un título profesional de diez semestres, requisito que establecía la ley para dicho cargo.
En su condición de compañero de lista durante la pasada elección, el 11 de diciembre de 2020 asumió como Consejero Regional de Aysén en reemplazo de Marcia Raphael Mora, quién había renunciado previamente en noviembre.

## Historial electoral

### Elecciones parlamentarias de 1993
- Elecciones parlamentarias de 1993 a diputado por el distrito 59 (Región de Aysén) [3]

| Candidato                  | Pacto                                      | Partido | Votos  | %     | Resultado |
| -------------------------- | ------------------------------------------ | ------- | ------ | ----- | --------- |
| Héctor Zambrano Opazo      | Concertación de Partidos por la Democracia | PDC     | 10 230 | 26,95 | Diputado  |
| Valentín Solís Cabezas     | Unión por el Progreso de Chile             | UCC     | 8318   | 21,91 | Diputado  |
| René Alinco Bustos         | Alternativa Democrática de Izquierda       | PC      | 8153   | 21,48 |           |
| Alejandro Colomes González | Concertación de Partidos por la Democracia | PPD     | 5538   | 14,59 |           |
| Agustín Benapres Castellón | Unión por el Progreso de Chile             | UCC     | 4745   | 12,50 |           |
| Arnaldo Jara Durán         | Alternativa Democrática de Izquierda       | PC      | 972    | 2,56  |           |